# Heterostemma
Heterostemma is een geslacht uit de maagdenpalmfamilie (Apocynaceae). De soorten komen voor in India, China, Zuidoost-Azië, Australië en sommige Pacifische eilanden.

## Soorten
- Heterostemma acuminatum Decne.
- Heterostemma alatum Wight & Arn.
- Heterostemma andersonii (Hook.f.) Rodda
- Heterostemma angustilobum Schltr.
- Heterostemma barikianum P.Agnihotri, D.Husain, P.Katiyar, D.Sahoo, Rodda & T.Husain
- Heterostemma beddomei (Hook.f.) Swarupan. & Mangaly
- Heterostemma bicanthaceum Meve, Gâteblé & Liede
- Heterostemma brownii Hayata
- Heterostemma carnosum Rodda
- Heterostemma collinum Schltr.
- Heterostemma cucphuongense T.B.Tran & Rodda
- Heterostemma cuspidatum Decne.
- Heterostemma dalzellii Hook.f.
- Heterostemma deccanense (Talbot) Swarupan. & Mangaly
- Heterostemma disciflorum (Hook.f.) Swarupan. & Mangaly
- Heterostemma esquirolii (H.Lév.) Tsiang
- Heterostemma ficoides A.Kidyoo
- Heterostemma fimbriatum King & Gamble
- Heterostemma garrettii (Kerr) Rodda
- Heterostemma grandiflorum Costantin
- Heterostemma herbertii Elmer
- Heterostemma kaniense Schltr.
- Heterostemma lobulatum Y.H.Li & Konta
- Heterostemma maculatum (Kerr) Rodda
- Heterostemma magnificum P.I.Forst.
- Heterostemma membranifolium (Lauterb. & K.Schum.) Schltr.
- Heterostemma menghaiense (H.Zhu & H.Wang) M.G.Gilbert & P.T.Li
- Heterostemma montanum Schltr.
- Heterostemma oblongifolium Costantin
- Heterostemma pingtaoi Shao Y.He & J.Y.Lin
- Heterostemma piperifolium King & Gamble
- Heterostemma samoense (A.Gray) P.I.Forst.
- Heterostemma saolaense Rodda & T.A.Le
- Heterostemma siamicum Craib
- Heterostemma sinicum Tsiang
- Heterostemma stellatum Hook.f.
- Heterostemma suberosum Costantin
- Heterostemma succosum Kerr
- Heterostemma tanjorense Wight & Arn.
- Heterostemma trilobatum A.Kidyoo & Thaithong
- Heterostemma tsoongii Tsiang
- Heterostemma urceolatum Dalzell
- Heterostemma vasudevanii Swarupan. & Mangaly
- Heterostemma wallichii Wight & Arn.
- Heterostemma xuansonense T.B.Tran & J.Hw.Kim

Aganonerion · 
Acokanthera · 
Adenium · 
Aganosma · 
Allamanda · 
Alstonia · 
Alyxia · 
Amalocalyx · 
Anodendron · 
Apocynum .
Asclepias · 
Baharuia · 
Baissea · 
Beaumontia ·
Caralluma · 
Carissa · 
Catharanthus · 
Cerbera · 
Ceropegia (lantaarnplanten) · 
Chonemorpha · 
Cleghornia · 
Cynanchum · 
Dewevrella ·
Dischidia ·
Ditassa  ·
Echites · 
Elytropus · 
Epigynum · 
Eucorymbia · 
Forsteronia · 
Hoodia · 
Hoya · 
Hylaea · 
Huernia · 
Ichnocarpus · 
Ixodonerium · 
Kopsia · 
Landolphia · 
Lhotzkyella · 
Macroditassa · 
Mandevilla · 
Manothrix · 
Margaretta · 
Marsdenia · 
Matelea · 
Melinia ·
Melodinus  · 
Merrillanthus · 
Metaplexis · 
Metastelma · 
Microdactylon · 
Microloma · 
Miraglossum · 
Mitostigma · 
Morrenia · 
Motandra · 
Nautonia · 
Neoschumannia · 
Nephradenia · 
Notechidnopsis · 
Odontadenia · 
Odontanthera · 
Oncinema · 
Oncostemma · 
Ophionella · 
Orbea · 
Orbeanthus · 
Orbeopsis · 
Orthanthera · 
Orthosia · 
Oxypetalum · 
Oxystelma · 
Pachycarpus · 
Pachycymbium · 
Pachypodium · 
Papuechites · 
Parameria · 
Parapodium · 
Parepigynum · 
Parsonsia · 
Pectinaria · 
Pentacyphus · 
Pentarrhinum · 
Pentasachme · 
Pentastelma · 
Pentatropis · 
Peplonia · 
Pergularia · 
Periglossum · 
Petopentia · 
Pherotrichis · 
Philibertia · 
Piaranthus · 
Pleurostelma · 
Plumeria · 
Pseudolithos · 
Quaqua · 
Quisumbingia · 
Raphistemma · 
Raphionacme · 
Rauvolfia · 
Rhyncharrhena · 
Rhyssolobium · 
Rhyssostelma · 
Rhytidocaulon · 
Riocreuxia · 
Rojasia · 
Sarcolobus ·
Sarcostemma · 
Schistogyne · 
Schistonema · 
Schubertia · 
Secamone · 
Secamonopsis · 
Seutera · 
Sindechites · 
Sisyranthus · 
Solenostemma · 
Sphaerocodon · 
Stapelia · 
Stapelianthus · 
Stapeliopsis · 
Stathmostelma · 
Stenomeria · 
Stenostelma · 
Stigmatorhynchus · 
Schizozygia · 
Tacazzea · 
Tectiphiala · 
Trachelospermum · 
Urceola · 
Vallariopsis · 
Vinca (maagdenpalm) · 
Vincetoxicum (engbloem)